# 가타세에노시마역
가타세에노시마역(일본어: 片瀬江ノ島駅, かたせえのしまえき)은 일본 가나가와현 후지사와시에 위치한 오다큐 전철의 역이다. 에노시마 선의 종착역이다. 역 번호는 OE 16이다.
3개 노선이 있는 에노시마 지구 역에서 유일하게 도쿄 방면(신주쿠 역) 직통 열차가 있다. 유원지와 관광지이기도 하여 역사는 용궁성을 본뜬 독특한 디자인이다.
간토의 역 백선에 선정된 역이다.

## 역사
- 1929년 4월 1일: 가마쿠라 군 가와구치 마을 니시하마 2932번지에 개통. "직통" 정차역이 됨. 또한, 각역정차는 신주쿠 ~ 이나다노보리토(현, 무코가오카유엔) 간에서만 운행되었음.
- 1945년 6월: "직통"이 폐지된 각역정차가 전 노선에서 운행되어 정차역이 됨.
- 1946년 10월 1일: 준급이 설정되어 정차역이 됨.
- 1955년 3월 25일: 통근 급행이 설정됨.
- 1957년: 여름 시즌에 해수욕 고객 수송용 임시 열차로서 쾌속 급행이 운행됨.
- 1959년 4월: 급행 설정.
- 1999년 10월 14일: 간토의 역 백선에 선정됨.
- 2002년 3월 23일: 쇼난 급행이 설정됨.
- 2004년 12월 11일: 쇼난 급행이 없어지면서 쾌속 급행으로 변경됨.
- 2008년 2월: 행선지 안내기가 풀 컬러 LED식으로 갱신됨.
- 2018년
  - 1월 31일: 역사 건물 재건축으로 인해 역 매점 폐쇄.
  - 2월: 모든 승강장의 선단 차량이 멈추지 않는 장소에 울타리가 설치됨.
- 2020년
  - 7월 30일: 재건축 공사가 완료되고 신역사 건물로 재개장.

## 역 구조
두단식 승강장 2면 3선의 지상역이다.
역전에서 개찰구, 승강장 사이에는 계단, 에스컬레이터, 엘리베이터가 없다. 화장실은 개찰구를 들어가 왼쪽에 있는 다목적 화장실도 병설되어 있다.
주로 해수욕 시즌과 후지사와 에노시마 불꽃 놀이 등의 다객 분기에 영업하는 임시 개찰구는 유인이지만 PASMO와 Suica 이용자 때문에 간이 IC카드 개찰기가 설치되어 있다.
2008년 2월경, 행선지 안내기가 풀 컬러 LED식으로 갱신되었다.
2014년 7월경 역명판이 LED조명이 달린 것으로 교환되었다.
2020년 7월경 역사 재건축 공사가 끝나고 새로운 용궁 모양의 역사 건물로 재개장하였다.

### 승강장
북쪽을 기준으로 승강장 번호가 부여되었다.
| 번호 | 노선                        | 행선                                          | 비고                            |
| ---- | --------------------------- | --------------------------------------------- | ------------------------------- |
| 1    | 에노시마 선                 | 후지사와・사가미오노・신주쿠・ 지요다 선 방면 | 본 승강장만 10량 편성 입선 가능 |
| 2    | 에노시마 선                 | 후지사와・사가미오노・신주쿠・ 지요다 선 방면 | 선로는 3번 승강장과 공통        |
| 3    | (2번 선 열차의 하차 승강장) | (2번 선 열차의 하차 승강장)                   | (2번 선 열차의 하차 승강장)     |
| 4    | 에노시마 선                 | 후지사와・사가미오노・신주쿠・ 지요다 선 방면 |                                 |

## 역 주변
에노시마라는 이름이 붙은 역(가타세에노시마 역・에노시마 역・쇼난에노시마 역)에서 본 역과 가장 에노섬과 가깝다. 또한, 에노시마 전철이나 쇼난 모노레일 역과는 거리가 있기 때문에 단순한 환승에는 적당하지 않다.
- 에노섬(에노시마 신사, 에노시마 등대, 에노시마 요트 하버 등)
- 신에노시마 수족관
- 가타히가시하마 해수욕장
- 가타니시 하마・구게누마 해수욕장
- 가나가와 현립 쇼난카이간 공원
- 가타세 어항
- 에노시마 볼링 센터
- 에노시마 전철선 에노시마 역
- 쇼난 모노레일 에노시마 선 쇼난에노시마 역 - 도보 15분.
- 국도 제134호선

## 사진

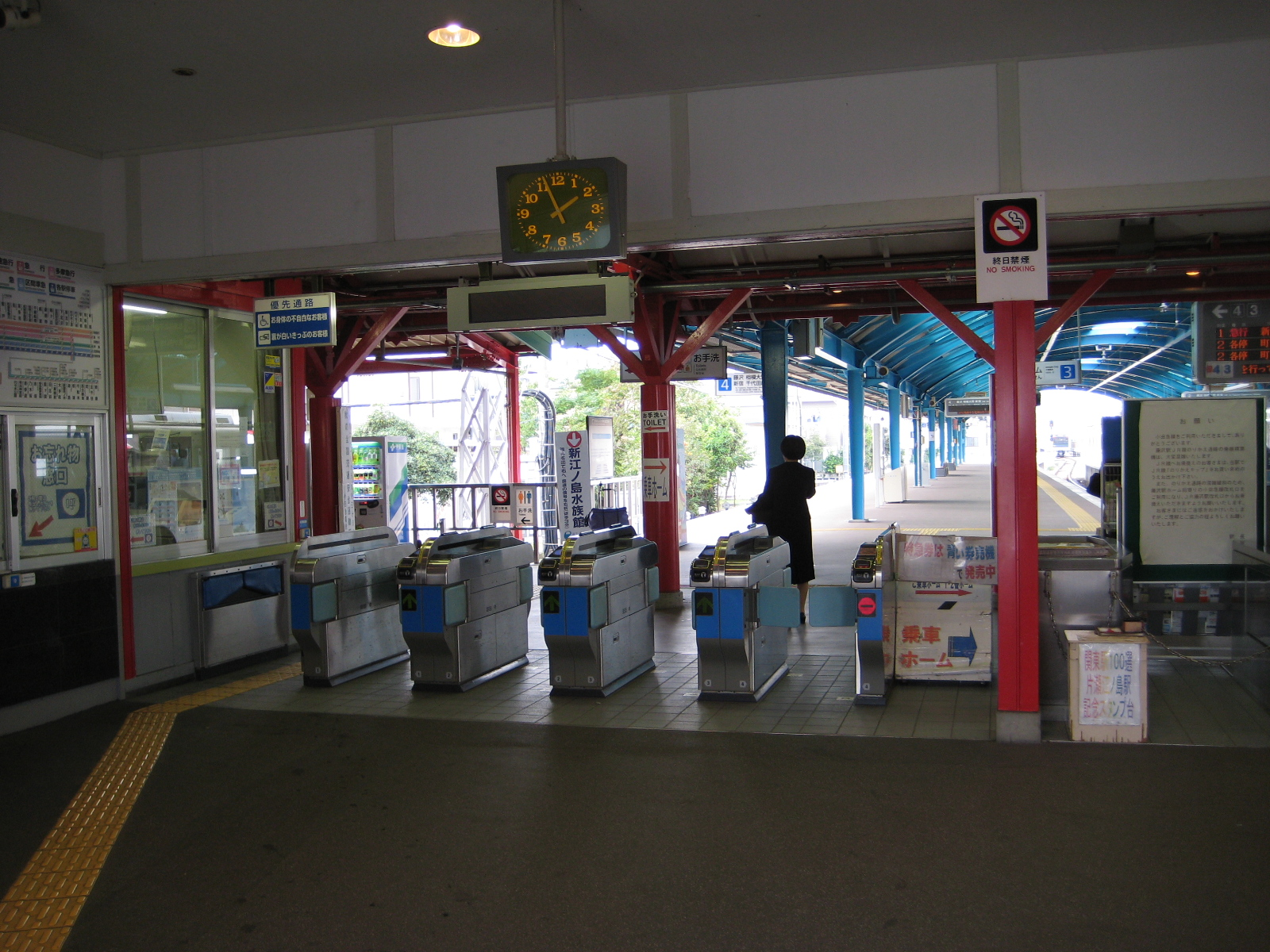
개찰구
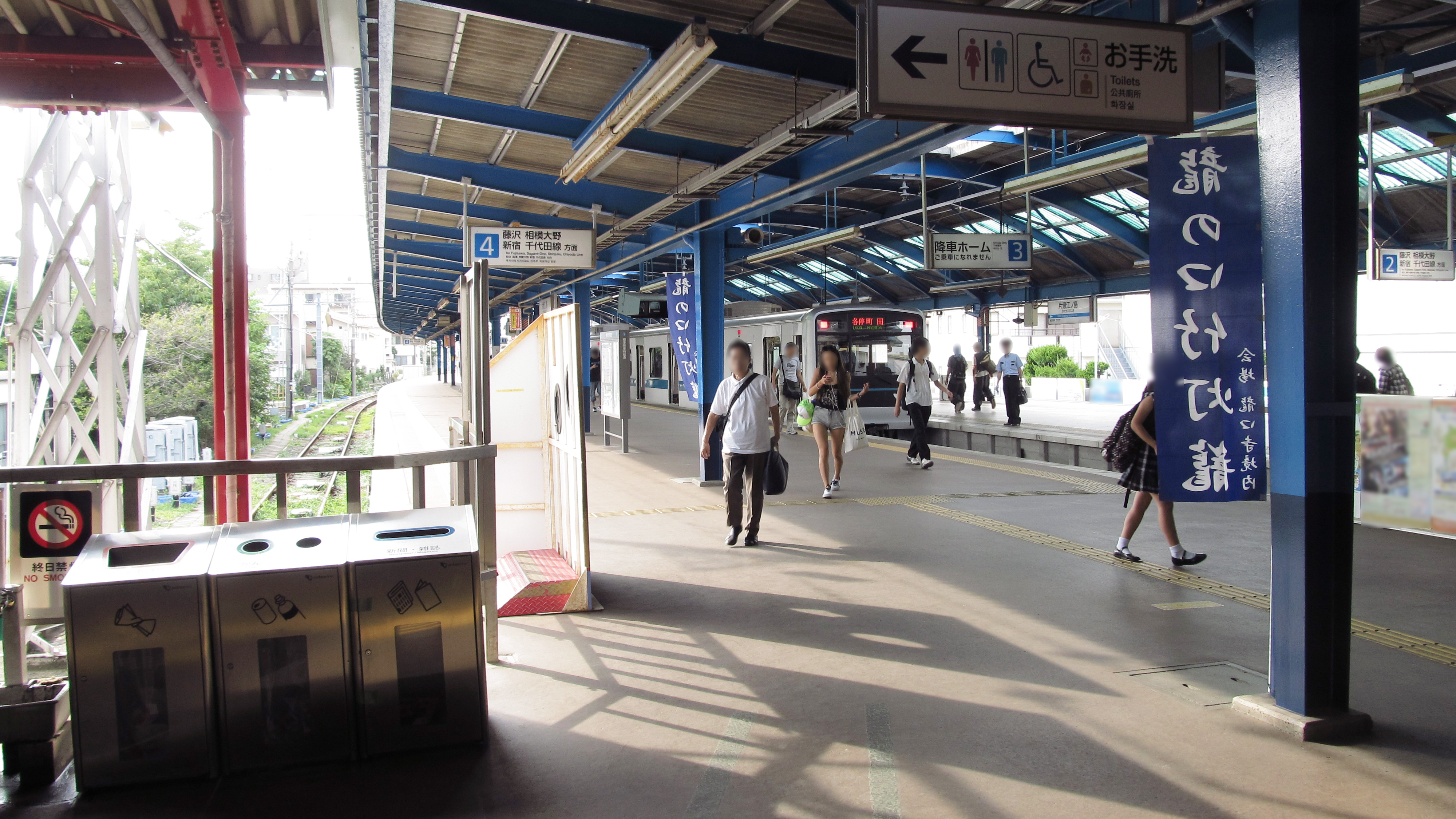
3,4번 승강장
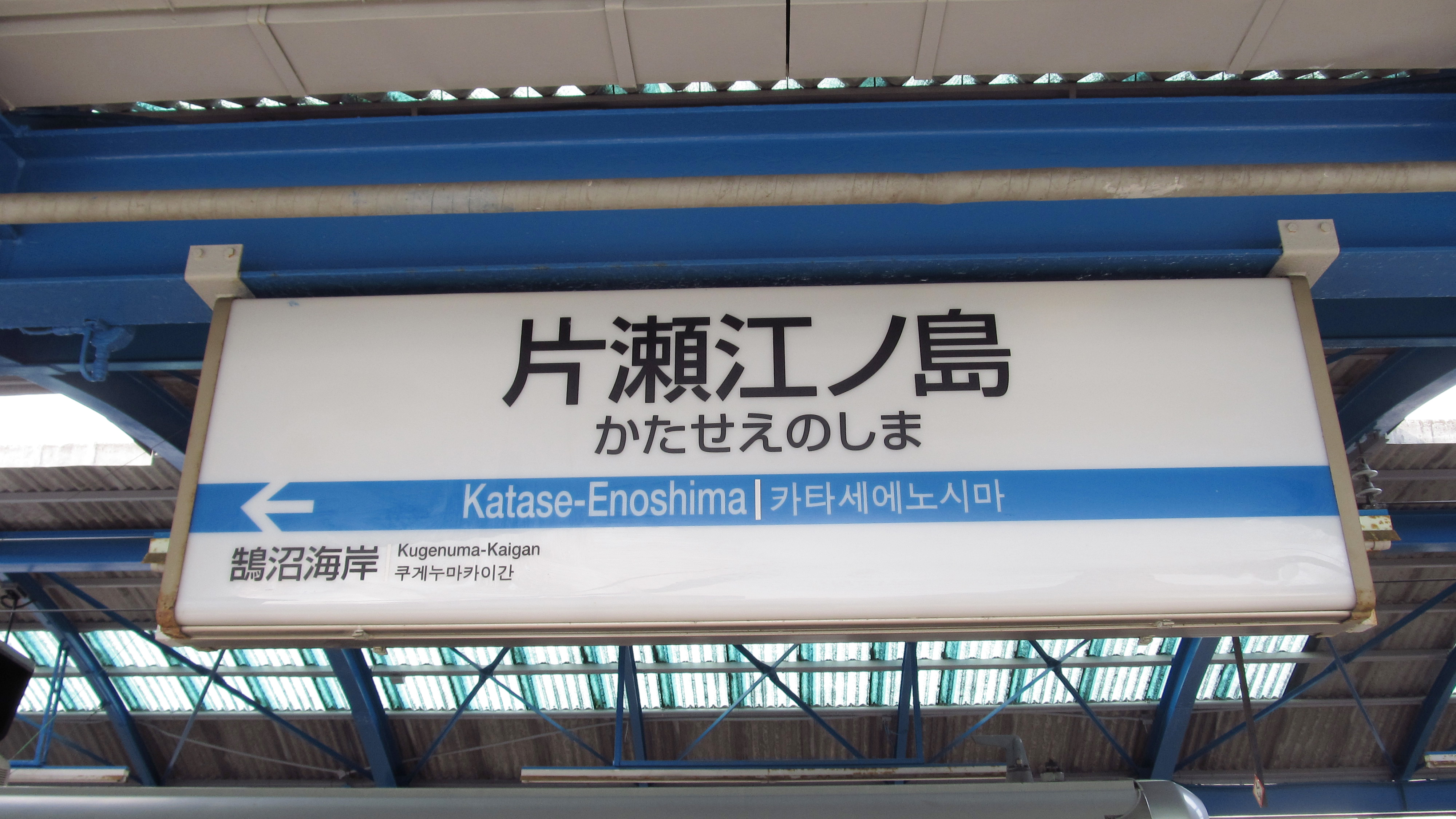
역명판

## 인접역
| 오다큐 전철 에노시마 선          | 오다큐 전철 에노시마 선 | 오다큐 전철 에노시마 선 |
| -------------------------------- | ----------------------- | ----------------------- |
| OE 13 후지사와 신주쿠 방면       | ■ 쾌속급행 ■ 급행       | 시·종착역               |
| OE 15 구게누마카이간 신주쿠 방면 | ■ 각역정차              | 시·종착역               |